# Star of India

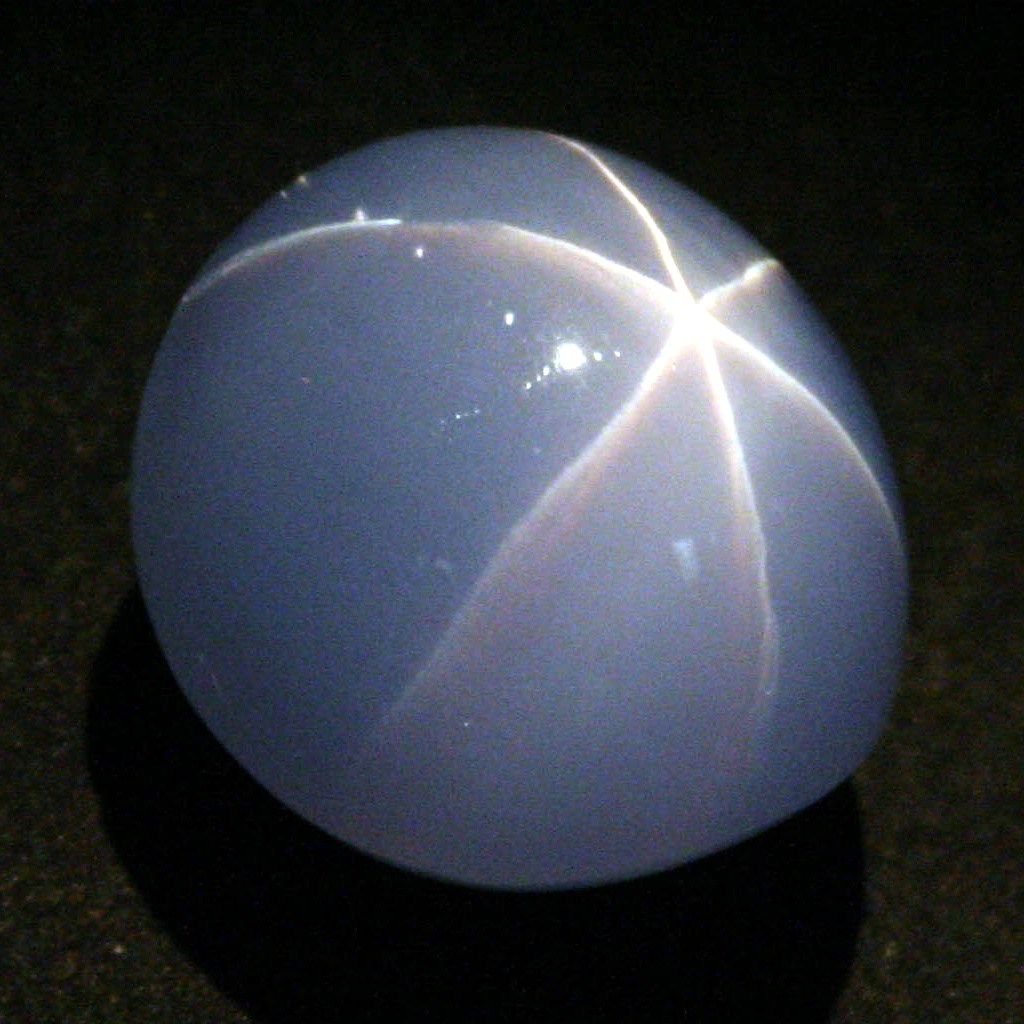
Lo "Star of India"

Lo Star of India è uno zaffiro stellato da 563,35 carati (112,67 g), una delle più grandi gemme di questo tipo esistenti al mondo. È quasi priva di impurità e difetti ed è insolitamente dotata di stelle su entrambi i lati della pietra. Questa gemma grigio-bluastra è stata probabilmente estratta da una miniera dello Sri Lanka ed è custodita nell'American Museum of Natural History di New York.
L'aspetto lattiginoso della pietra è dovuto alla presenza di tracce del minerale rutilo, che è anche responsabile del cosiddetto "effetto a stella", ovvero un caratteristico disegno a sei punte sulla superficie, fenomeno noto come asterismo. Le sottili fibre di questo minerale, disposte secondo uno schema a tre assi all'interno della pietra, riflettono la luce incidente secondo uno schema a stella.

## Storia
Il facoltoso finanziere J.P. Morgan donò la Star of India all'American Museum of Natural History situato a Central Park West in Manhattan. Il giorno 29 di ottobre del 1964 la famosa pietra, grande quanto una palla da golf, fu rubata, assieme a svariate altre gemme degne di nota, inclusa la Midnight Star, il rubino DeLong Star, e il Diamante Eagle. I ladri forzarono una finestra nei bagni durante l'orario di apertura del museo, attraverso la quale entrarono durante quella stessa notte, e scoprirono che lo zaffiro era l'unica pietra in tutta la collezione ad essere protetta da un allarme e che la batteria per quell'allarme era esaurita. I ladri presero le pietre e fuggirono dallo stesso punto da dove erano entrati. Il valore stimato delle pietre sottratte era di oltre 400.000 dollari. Meno di due giorni dopo, il noto topo d'appartamento, contrabbandiere, ed una volta campione di surf, Jack Murphy (noto anche come "Murph the Surf"), venne arrestato assieme ai due complici, Allen Kuhn e Roger Clark, e in seguito condannato a tre anni di carcere. Alcuni mesi dopo, lo Star of India fu rinvenuto in un armadietto in una stazione di autobus a Miami. Mentre la maggior parte delle pietre rubate vennero ritrovate, l'Eagle Diamond non fu mai più visto.